# Ivan Haines
Ivan Gerald Haines (sinh ngày 14 tháng 9 năm 1968) là một cựu cầu thủ bóng đá người Anh từng thi đấu ở vị trí trung vệ.
Sinh ra ở Chatham, Haines thi đấu cho Gillingham từ năm 1987 đến 1991, có 51 lần ra sân ở Football League.